# ブロード・システム・ソリューションズ
ブロード・システム・ソリューションズ株式会社とは、京都府京都市中京区に本社のある、システムインテグレーターである。
三洋ホールディングスグループの関連会社である。

## 概要
主に製造業等にシステム・ソリューションの提供を行っている。

## 沿革
- 2001年（平成13年）6月11日 設立。

## 事業所
- 本社
  - 京都府京都市中京区烏丸通御池上る二条殿町538番地（萬成ビル8階）
- 東京支社
  - 東京都千代田区神田須田町二丁目2番2号（神田須田町ビル9階）